# Churchill, Pennsylvania
Churchill är en ort i Allegheny County i delstaten Pennsylvania, USA.